# Bourgas (obchtina)
La commune de Bourgas (en bulgare: Община Бургас - Obchtina Bourgas) est située dans l'est de la Bulgarie.

## Géographie

### Géographie physique
La commune de Bourgas est située dans l'est de la Bulgarie. Son chef lieu est la ville de Bourgas et elle fait partie de la région de Bourgas.

### Géographie humaine
| 1926 | 1934 | 1946 | 1956 | 1965 | 1975 | 1985 | 1992 | 2001 |
| ---- | ---- | ---- | ---- | ---- | ---- | ---- | ---- | ---- |
| -    | -    | -    | -    | -    | -    | -    | -    | -    |

| 2011    | 2021    | 2022    | - | - | - | - | - | - |
| ------- | ------- | ------- | - | - | - | - | - | - |
| 212 032 | 204 804 | 194 993 | - | - | - | - | - | - |

,,

## Histoire
La première municipalité de Bourgas a été établie le 7 février 1878. Une bibliothèque publique a été ouverte en 1888 et, trois ans plus tard, a été approuvé le plan urbain.

## Administration

### Structure administrative
La commune comporte 2 villes et 13 villages :
| - ville de Bourgas - ville de Balgarévo - village de Banévo - village de Bratovo - village de Briastovets - village de Dimtchévo - village de Draganovo - village de Izvorichté | - village de Marinka - village de Mirolubovo - village de Ravnéc - village de Roudnik - village de Tchérno Moré - village de Tvarditsa - village de Vétrén |

### Jumelages
La commune de Bourgas est jumelée avec les collectivités territoriales suivantes :
| - Gomel (Biélorussie) - Batoumi (Géorgie) - Alexandroúpoli (Grèce) - Miskolc (Hongrie) - Rotterdam (Pays-Bas) | - Krasnodar (Russie) - District administratif sud-ouest de Moscou (Russie) - Province de Yalova (Turquie) - Sarıyer (Turquie) |

## Galerie

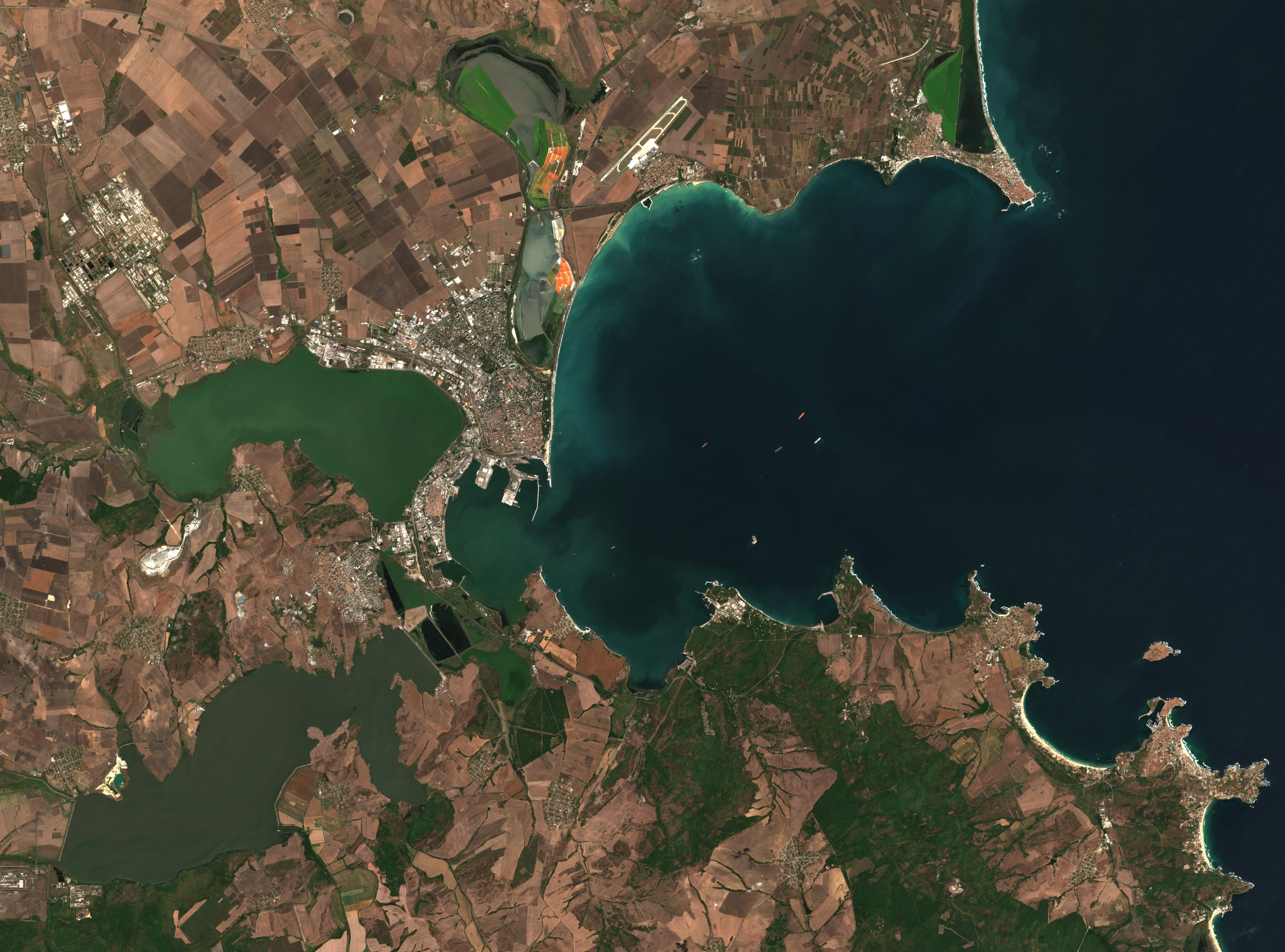
La commune de Bourgas vue du ciel
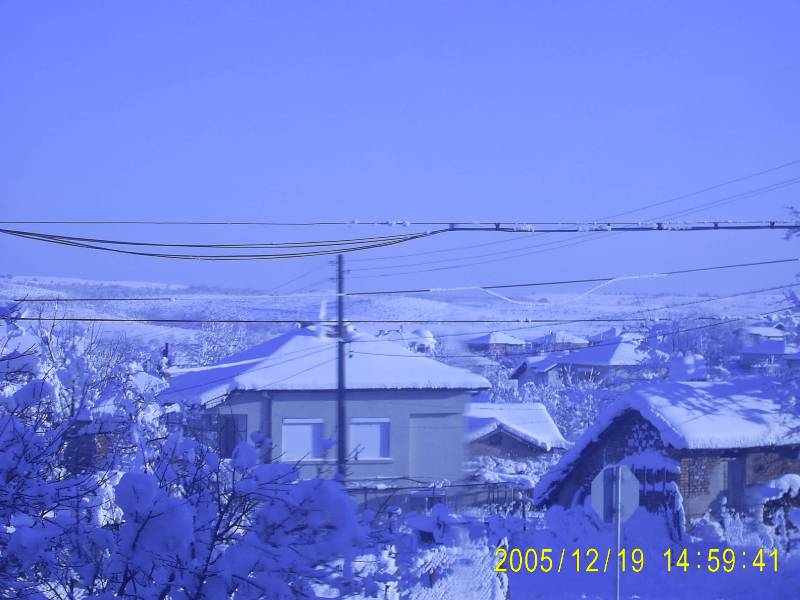
Le village de Marinka en hiver